# Vadicasses
Les Vadicasses, en latin Vadicassii, sont un des peuples gaulois de la Gaule lyonnaise selon Ptolémée.
On ignore tout de ce peuple, et même s'il correspond au peuple homonyme cité par Pline. On l'a longtemps confondu avec les Viducasses, les Véliocasses ou encore les Bajocasses.
Ptolémée les situe « aux confins de la Belgique », d'autres au sud-ouest des Suessions ou à l'extrémité occidentale du territoire des Leuques.